# 土肥孝治
土肥 孝治（どひ たかはる、1933年〈昭和8年〉7月12日 - 2023年〈令和5年〉8月1日）は、日本の弁護士、元検事総長。位階は従三位、勲章は瑞宝大綬章。俗にいう「赤レンガ組」に対して、吉永祐介同様に「（捜査）現場派」であった。

## 略歴
7代続く船場の老舗漆器店に生まれる。大阪第一師範男子部附属国民学校（現・大阪教育大学附属天王寺小学校）に入学。5年生の1944年（昭和19年）7月に大阪府から学童縁故疎開要項が発表されたため、母と9月に石川県金沢市へ縁故疎開した。
太平洋戦争終戦後、石川県立金沢第一中学校（旧制）2年生の時に大阪へ戻り、府立天王寺中学校に転入。在学中に学制改革と男女共学化という転換期を経験し、新制の高等学校となった大阪府立天王寺高等学校を卒業。京都大学に進み法学部卒業、検事となる。

### 年譜
- 1958年（昭和33年） - 4月、検事任官
- 1984年（昭和59年） - 11月、最高検察庁検事
- 1992年（平成4年） - 5月、次長検事
- 1993年（平成5年） - 7月、大阪高等検察庁検事長
- 1995年（平成7年） - 7月、東京高等検察庁検事長
- 1996年（平成8年） - 1月、吉永祐介の後任として検事総長に就任[2]
- 1998年（平成10年） - 6月、退官（後任は北島敬介）。7月、弁護士登録（大阪弁護士会[3]）
- 1999年（平成11年） - 6月、小松製作所とマツダの社外監査役に
- 2002年（平成14年） - 4月、積水ハウス社外監査役。6月、阪急電鉄監査役
- 2003年（平成15年） - 6月、関西電力社外監査役
- 2004年（平成16年） - 4月、瑞宝大綬章受章
- 2006年（平成18年） - 6月、カワセコンピュータサプライ社外監査役。6月、アーバンコーポレイション社外取締役
- 2008年（平成20年） - 8月、アーバンコーポレイション社外取締役辞任（健康上の都合による）
- 2014年（平成26年） - 7月、大阪産業大学理事長[4]
- 2018年（平成30年） - 6月、関西テレビ放送取締役[5]
- 2023年（令和5年） - 8月1日、心不全のため死去[6]。死没日付をもって従三位に叙された[7]。

## 人物
母は船場の典型的な御寮さんだが、「僕を商売人にしたくなかったみたいで、とにかく勉強をして大学に（入ってほしい）－と厳しかった」ので、「小学校も天王寺師範の付属、今でいうエリート校やね」。父は婿養子で番頭として店を切り盛りしていたが「温厚な人で、あまり勉強のことは言わなかった」。
疎開先の金沢一中から大阪に戻った頃から「早熟でマセていて」、戦後の急激に変化する世の中の「何となくリベラルな空気を感じてそれを謳歌していた気がするね」。
新聞記者や小説家に憧れ、開高健も輩出の天王寺高校の部活動では新聞部に所属し新聞を作ったり、小田実も所属の文芸部に入り小説や詩を書いており、太宰治や織田作之助、坂口安吾からロシア文学まで愛読し「ほんま文学青年を気取ってたんやから笑うよな」。
卒業後の「将来なんかこれぽっちも考えたりしなかった。ただ、やっぱり授業は理系より文系が好きで日本史や国語はよく勉強した」ので京都大学に進んだが、法学部を選んだ理由は「理系がさっぱりできなくて、これじゃ困ると親が家庭教師をつけ」たほどで、加えて「当時は法学部より経済学部の方が人気があって難しかった。易しい法学部を受けたら合格した。たまたまですよ」。
1996年（平成8年）、北アルプス白馬岳を登山中に滑落、骨折する重傷を負った。この際、救助に当たったのは山岳救助のスペシャリスト篠原秋彦であったが、同行者が篠原を「総長」と呼んだため、暴力団幹部と誤解される出来事があった。
「関西検察のドン」とされ、関西電力監査役を務めていていたが、同社の幹部が森山栄治元高浜町助役から多額の金品を受け取っていた問題で、監査役が取締役会に報告していなかったことが2019年（令和元年）9月に発覚し、日本監査役協会会長の岡田譲治は「おかしいと思う」と対応に疑問を呈した。また、関西電力の調査でも善管注意義務違反を指摘されたが、損害賠償請求は見送られた。
2023年8月4日、1日に心不全で死去したことが報じられた。90歳没。

## 著書
- 『千虚、一実に如かず』（新風書房、2001年）
- 『続 千虚、一実に如かず』（新風書房、2002年）